# Kazuki Hiramoto
Kazuki Hiramoto (jap. 平本 一樹, Hiramoto Kazuki; * 18. August 1981 in Hachiōji) ist ein japanischer Fußballspieler.

## Laufbahn
Hiramoto begann mit den Fußball während der Grundschule und war während seiner Schulzeit – während der Mittelschule in der Schulmannschaft – in den Jugendmannschaften des Erstligisten Yomiuri Nippon SC, später Tokyo Verdy, und wurde nach seinem Schulabschluss von diesem 1999 unter Vertrag genommen. 2007 wurde er an den Yokohama FC, 2012 an FC Machida Zelvia und 2013 an Ventforet Kofu ausgeliehen.
Mit der japanischen Nationalmannschaft qualifizierte er sich für die Junioren-Fußballweltmeisterschaft 2001.

## Errungene Titel
- Kaiserpokal: 2004